# كيفن كيغان
جوسيف كيفن كيغان (بالإنجليزية: Kevin Keegan)‏ ،لاعب كرة قدم إنجليزي سابق ومدرب كرة قدم حالي. من مواليد 14 فبراير 1951 في أرمثوربي في دونكاستر في إنجلترا.

## مسيرته الكروية
بدأ كيفن كيغان مسيرته الكروية مع نادي سكونثورب يونايتد في عام 1968، ولعب معهم حتى عام 1971، وقد شارك في تلك الفترة في 124 مباراة وسجل 18 هدف، وفي عام 1971 انتقل إلى نادي ليفربول الإنجليزي، ولعب معهم حتى عام 1977، وقد شارك في 230 مباراة وسجل 68 هدف، وفي عام 1977 انتقل إلى نادي هامبورغ الألماني، ولعب معهم حتى عام 1980، وقد شارك في تلك الفترة في 90 مباراة وسجل 32 هدف، وفي عام 1980 لعب مع نادي ساوثامبتون، ولعب معهم حتى عام 1982، وشارك في تلك الفترة في 68 مباراة وسجل 37 هدف، وفي عام 1982 انتقل إلى نادي نيوكاسل يونايتد، ولعب معهم حتى عام 1984، وشارك في تلك الفترة في 78 مباراة وسجل 48 هدف.
و قد لعب مع منتخب إنجلترا لكرة القدم منذ عام 1973 وحتى عام 1984، وقد شارك في 63 مباراة وسجل 21 هدف، وقد شارك في كأس العالم لكرة القدم 1982.

## مسيرته التدريبية
بدأ مسيرته التدريبية في عام 1992 مع نادي نيوكاسل يونايتد، واستمر معهم حتى عام 1997، وهو الذي قام بجلب آلان شيرر إلى النادي، وقد درب نادي فولهام في موسم 1998/1999، وفي عام 1999 تم اختياره ليصبح مدربا لمنتخب إنجلترا لكرة القدم، وقادهم في كأس الأمم الأوروبية لكرة القدم 2000، وبعدها استقال، وفي عام 2001 استلم فريق مانشستر سيتي، ودربهم حتى عام 2005، ومنذ عام 2008 وهو يدرب نادي نيوكاسل يونايتد.

## روابط خارجية
- كيفن كيغان على موقع IMDb (الإنجليزية)
- كيفن كيغان على موقع ميوزك برينز (الإنجليزية)
- كيفن كيغان على موقع إن إن دي بي (الإنجليزية)
- كيفن كيغان على موقع ديسكوغز (الإنجليزية)
- كيفن كيغان على موقع الاتحاد الدولي (مؤرشف)  (الإنجليزية)
- كيفن كيغان على موقع الاتحاد الأوربي (الإنجليزية)
- كيفن كيغان على موقع قاعدة بيانات كرة القدم.إي يو (الإنجليزية)
- كيفن كيغان على موقع ليكيب (الفرنسية)
- كيفن كيغان على موقع ناشيونال فوتبول تيمز (الإنجليزية)
- كيفن كيغان على موقع Soccerbase.com (لاعب) (الإنجليزية)
- كيفن كيغان على موقع Soccerbase.com (مدرب) (الإنجليزية)